# 鍾麗慧
鍾麗慧 PBM（英語：Cheng Li Hui；1976年—）是一位新加坡商人和前政治人物。她曾是執政的人民行動黨（PAP）的成員，於2015年至2023年期間擔任位於淡濱尼集選區的淡濱尼東分區的國會議員（MP）。

## 教育
鍾麗慧畢業於新加坡國立大學，獲得文學學士學位。她之後在麥覺理大學進一步完成了應用金融碩士學位。

## 職業

### 政治生涯
鍾麗慧在進入政治之前，有著12年的基層經驗，曾協助执政的人民行动党在武吉班让分部的選民見面會。
鍾麗慧在2015年新加坡大選中首次參與政治，作為人民行動黨五人制團隊的一員參選淡濱尼集選區並成功當選。隨後，她被選為代表淡濱尼集選區淡濱尼東分區的國會議員。2016年，她還被任命為人民行動黨婦女團的副區顧問。

#### 辭職
在2023年7月17日，鍾麗慧和陳川仁同時因「品行和個人行為」的問題，涉及婚外情，辭去了政界的所有職位以及人民行動黨的黨員身份。時任新加坡總理李顯龍在一份聲明中回應了他們的辭職信，稱他們的辭職是「必要的」，以「維護人民行動黨多年來一直堅持的高標準的品行和個人行為」。隨後，鍾麗慧在淡滨尼集選區和陳川仁在馬林百列集選區的議席均留空，包括陳川仁所在的景萬岸／菜市分區以及鍾麗慧所在的淡濱尼東分區的工作量分配給了各自集選區的其他國會議員。

### 商業生涯
鍾麗慧自2012年起擔任海陸控股的副首席執行官。
她還擔任多家公司的董事，包括艾来得建筑（Allied Construction）、海陆工程（Hai Leck Engineering）、Enzo Investment、海陸发展（Hai Leck Development）、海陸控股和鍾氏資本控股（Cheng Capital Holdings）。

## 個人生活
她是鍾木寶先生，即海陸控股的創辦人兼執行董事長Cheng Buck Poh先生的女兒。她有三個兄弟姐妹，分別是Don Cheng Yao Tong、Cheng Li Chen和Cheng Wee Ling。

## 争议

### 婚外情醜聞
2023年7月17日，由于陳川仁和鍾麗慧两人涉及婚外情丑闻，陳川仁和鍾麗慧辞去人民行动党党员和国会议员职位。而时任新加坡总理李显龙在记者会指他在2020年新加坡选举之后首次获知有关陈川仁和鍾麗慧有着婚外情的消息。李显龙宣称不知两人什么时候开始有着婚外情问题，也宣称为两人提供辅导。之后再2023年2月，李显龙再度获知陈川仁和鍾麗慧任然继续维持着不正当关系，李显龙在记者会上宣称他在当时2月已接受陈川仁的辞职，除了要求陈川仁所在的选区的居民受到照顾先，也要求陈川仁和鍾麗慧的婚外情必须停止。李显龙称但他在“最近”获知了一些资讯强烈显示两人依旧维持着婚外情关系，并称他决定“让陈川仁离开，无论是否已经准备好，已经不能再等了”。